# 耶夫爾河
耶夫爾河（法語：Yèvre，法語發音：[jɛvʁ]）是法國的河流，位於該國中部，屬於谢尔河的右支流，河道全長80.4公里，發源自格龙附近，流經布尔日，河口處在维耶尔宗附近。

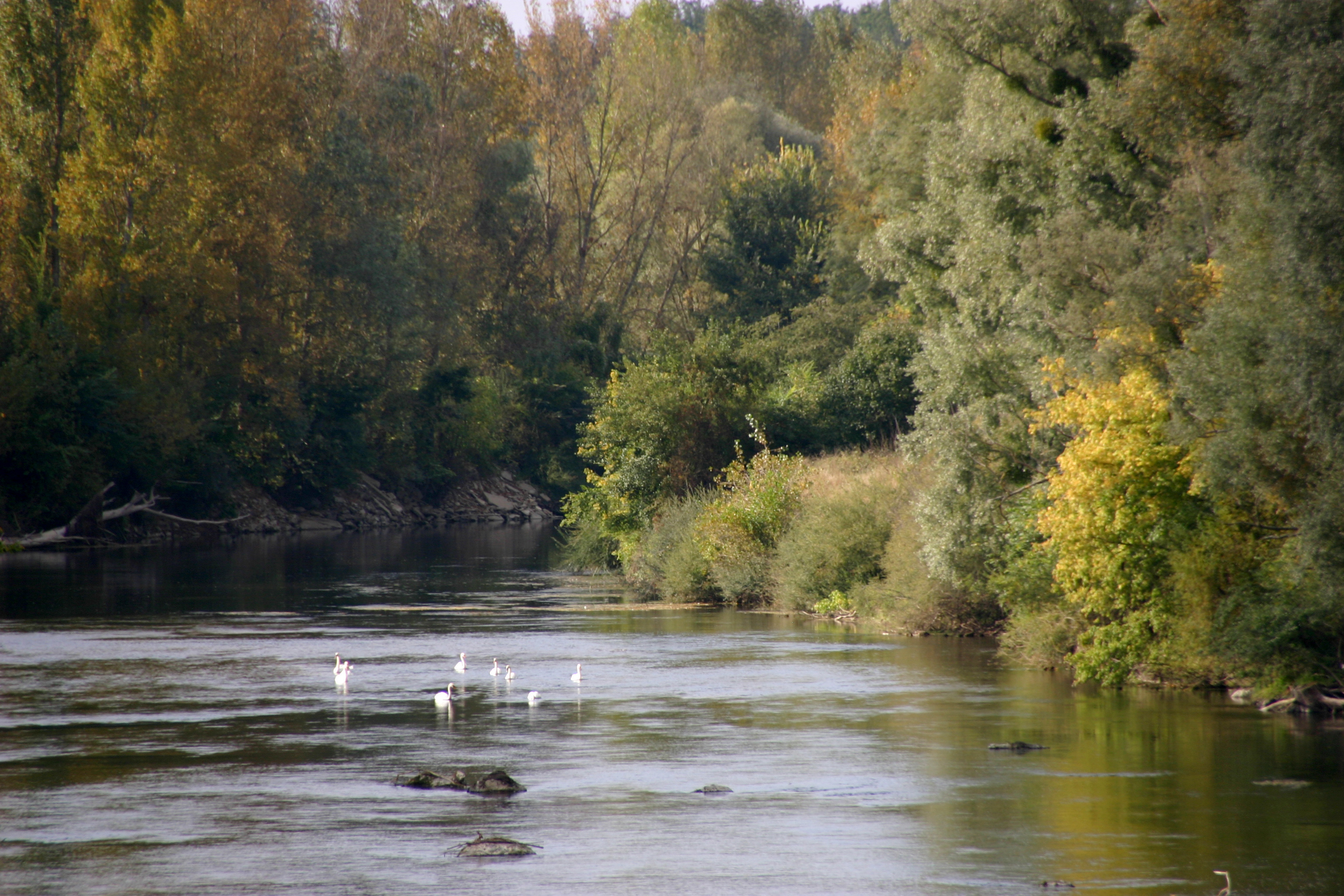
耶夫爾河

## 外部連結
- http://www.geoportail.fr （页面存档备份，存于）
- Sandre数据库中的耶夫爾河